# Monserrate & DJ Urba
Monserrate y DJ Urba (también conocido como Los Jedis) fueron dos productores de reguetón de Puerto Rico y República Dominicana, respectivamente. Daddy Yankee los contrató para producir su álbum Barrio fino, con el cual, ganaron su primer Premios Grammy Latinos, luego siguieron con el álbum Barrio fino en directo.

## Historia
Monserrate ha trabajado con artistas como Daddy Yankee, y El Cartel Records, asimismo con otros artistas como Wisin & Yandel, Nicky Jam, Yaviah, Alexis & Fido, y ha producido haciendo remixes para artistas fuera del mundo del reguetón como Carlos Vives, Thalía, Cabas, entre otros.[cita requerida] Ganó su primer Grammy Latino en 2005 como productor musical de Barrio fino de Daddy Yankee, que reportó ventas de más de 2 millones de copias.
Como dúo trabajan en su próxima producción titulada Los Jedis.[cita requerida] Monserrate había sido diagnosticado con la enfermedad de cáncer de linfoma no hodgkin, luego de recibir tratamiento en Puerto Rico superó esta enfermedad.[cita requerida] Continúo trabajando con artistas en sus álbumes, incluidos El Patrón de Tito el Bambino y Sentimiento de Ivy Queen.[cita requerida]
Urba anteriormente estuvo en una relación con la también artista de reguetón Ivy Queen desde mediados de 2006 hasta 2007, él y Monserrate produjeron una parte de su álbum de estudio Sentimiento, incluido el sencillo principal «Que lloren». Urba se asoció con DJ Rome desde 2012 como DJ Urba & Rome los «Evo Jedis", y volvió a trabajar con Daddy Yankee para producir «Shaky Shaky» y «Dura».

## Créditos de producción
- 2004: El sobreviviente - Wisin
- 2004: Barrio fino - Daddy Yankee
- 2005: Barrio fino en directo - Daddy Yankee
- 2005: Pa'l mundo - Wisin & Yandel
- 2005: Peso completo - John Eric
- 2006: Respeto - Lisa M
- 2006: Los vaqueros - Wisin & Yandel
- 2007: Masterpiece: Commemorative Edition - R.K.M & Ken-Y
- 2007: Sentimiento - Ivy Queen
- 2007: It's My Time - Tito el Bambino
- 2007: The Bad Boy: The Most Wanted Edition - Héctor el Father
- 2007: Los extraterrestres - Wisin & Yandel
- 2007: The Black Carpet - Nicky Jam
- 2008: Lo mejor de mí - Jadiel
- 2008: El fenómeno - Arcangel
- 2008: Ivy Queen 2008 World Tour LIVE! - Ivy Queen
- 2009: El Patrón - Tito "El Bambino"
- 2009: Down to Earth - Alexis & Fido
- 2009: Welcome to the Jungle - Franco "El Gorila"
- 2009: El momento - Jowell & Randy
- 2010: Drama Queen Deluxe Edition - Ivy Queen